# Richard-Wagner-Straße 13 (München)

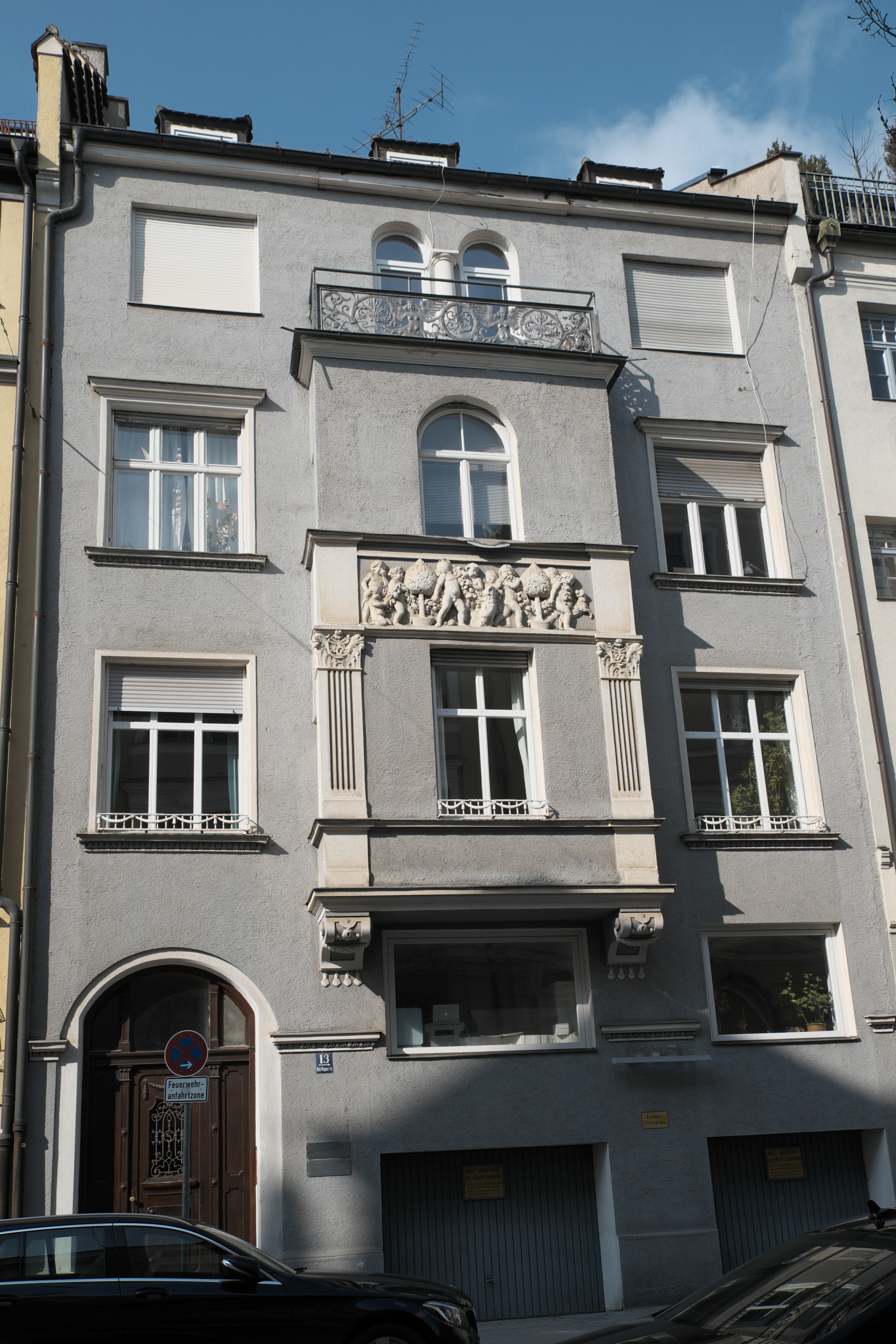
Haus Richard-Wagner-Straße 13 in München

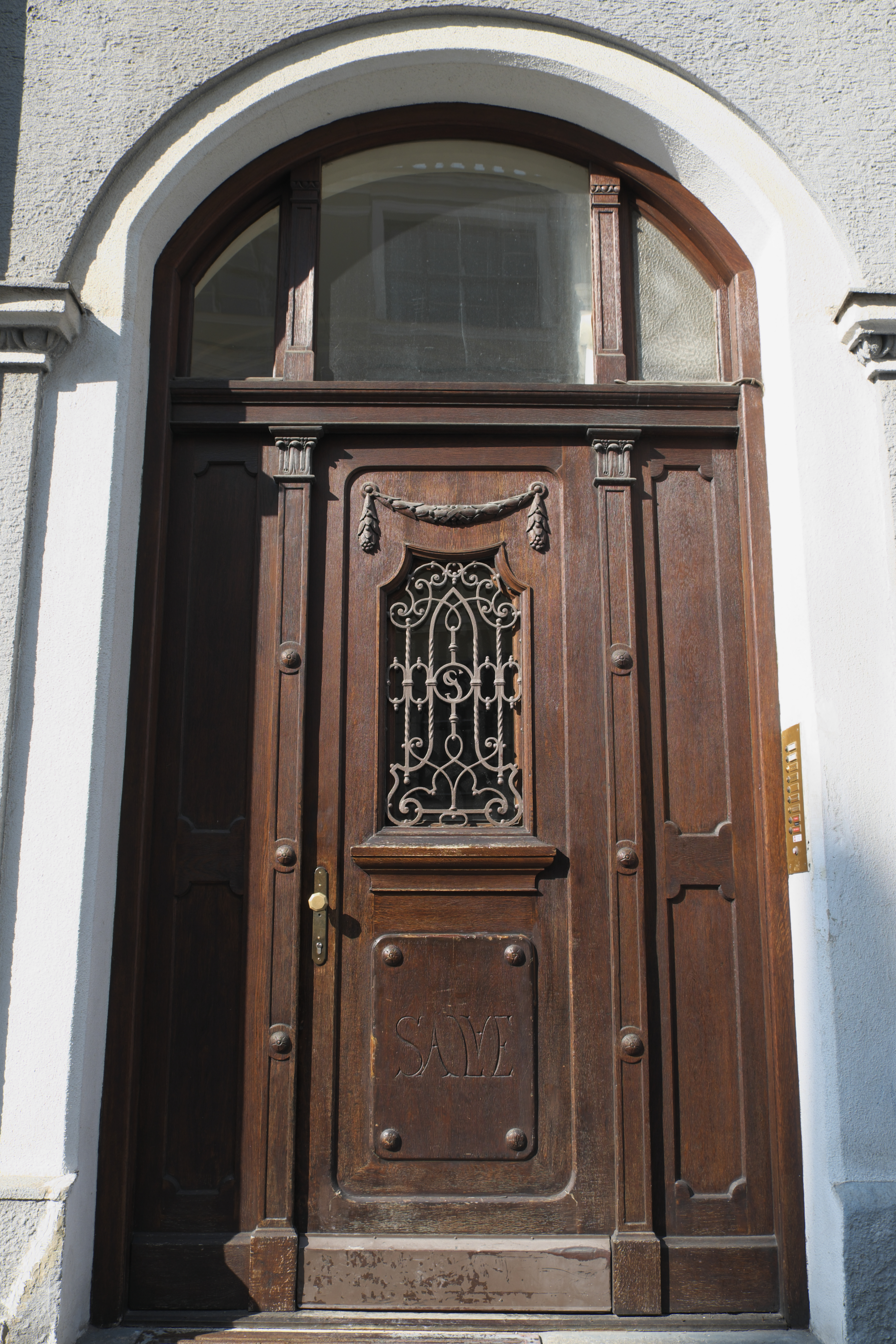
Hauseingang

Das Gebäude Richard-Wagner-Straße 13 ist ein Mietshaus im Stadtteil Maxvorstadt der bayerischen Landeshauptstadt München. Es ist als Einzeldenkmal in die Bayerische Denkmalliste aufgenommen und Teil des Ensembles Richard-Wagner-Straße.

## Geschichte
Das Haus wurde im Zuge der planmäßigen Bebauung der Straße für den Kaufmann Georg Schuster nach Plänen des Architekten Fritz Seidlmair in den Jahren 1905/06 errichtet. Zuvor standen auf dem Grundstück Werkstätten und Schuppen.
Nach Zerstörungen im Zweiten Weltkrieg wurde das dritte Obergeschoss und der Dachstuhl erneuert. Die Neurenaissancefassade wurde bei späteren Renovierungen geglättet und vereinfacht. Im Erker hat sich ein stuckierter  figuraler Fries im Sturzfeld erhalten, der von kannelierten Pilastern getragen wird.
Der Einbau von Garagen und die modernen Einfachfenster haben den Gesamteindruck wesentlich verändert.